# Lycopodiella bigelowii
Lycopodiella bigelowii là một loài thực vật có mạch trong Họ Thạch tùng. Loài này được (Tuck.) Holub mô tả khoa học đầu tiên năm 1985.